# Das Fenster gegenüber (2019)
Das Fenster gegenüber (Originaltitel: The Neighbors’ Window) ist ein US-amerikanischer Kurzfilm von Marshall Curry aus dem Jahr 2019. Das Filmdrama gewann bei der Oscarverleihung 2020 den Oscar als Bester Kurzfilm.

## Handlung
Alli und Jacob sind ein Paar Mitte 30 mit drei jungen Kindern und einem Baby auf dem Weg. Alli ist schwer beschäftigt mit dem Familienleben und der Beziehung mit ihrem Mann. Das Fenster zu ihrem Appartement zeigt auf ein anderes Appartement. Dort zieht ein junges Paar, Anfang 20 ein. Dieses wird zu einem Fixpunkt in Allis und auch Jacobs Leben. Sie vermissen ihre Jugend und haben Schwierigkeiten mit ihrer neuen Verantwortung als Eltern. Dies führt auch immer wieder zu Streitigkeiten.
Eines Tages bemerkt Jacob, dass sich der Mann von gegenüber eine Glatze geschnitten hat. Es stellt sich schnell heraus, dass er sehr krank ist. Einige Zeit später beobachtet Alli, wie der Mann in einen Leichensack gesteckt wird. Sie rennt zur Frau, die vor ihrem Haus steht und weint. Diese erklärt ihr, dass sie die letzten Monate beide das Ehe- und Familienleben von Alli und Jacob beobachtet haben, das ihnen eine wertvolle Stütze war. Die beiden umarmen sich.
Am Abend kommt Jacob mit den Kindern aus dem Museum zurück. Die Familie geht nun wieder sehr herzlich miteinander um.

## Hintergrund
Der Film basiert lose auf einer wahren Geschichte von Diane Weipert, die diese unter dem Titel The Living Room im Podcast Love + Radio vortrug.
Der Film gewann bei der Oscarverleihung 2020 den Oscar als Bester Kurzfilm.

## Rezeption
Auf Film-rezensionen.de bewertete Oliver Armknecht den Film mit 8 von 10 Punkten und schrieb: „Der Kurzfilm startet humorvoll, stimmt später aber vor allem nachdenklich, wenn eine Reihe von Themen angesprochen werden.“ Auf Testkammer.com schrieb Doreen Matthei „Der Regisseur und Autor Marshall Curry schafft es dabei mit viel Realismus diese Geschehnisse einzufangen und am Ende mit einem emotionalen Kniff die Zuschauer zu packen, so dass der Film gut unterhalten kann und ans Herz geht. Kein Wunder also, dass er der Sieger im Rennen, um die Oscartrophäe wurde.“